# Almoloya de las Granadas
Almoloya de las Granadas är en ort i kommunen Tejupilco i delstaten Mexiko i Mexiko. Samhället hade 887 invånare vid folkräkningen 2020.